# Ezercze
Ezercze (bułg. Езерче) – wieś w Bułgarii, w obwodzie Razgrad, w gminie Car Kałojan. W 2023 roku liczyła 1775 mieszkańców.